# Ніко Сенсолі
Ніко Сенсолі (італ. Nicko Sensoli, нар. 14 червня 2005, Сан-Марино) — санмаринський футболіст, півзахисник, нападник італійського клубу «Санджуліано Сіті» та національної збірної Сан-Марино.

## Клубна кар'єра
Ніко Сенсолі народився 2005 року в місті Сан-Марино. Розпочав займатися футболом у футбольному клубі «Сан Марино Академі». У дорослому футболі дебютував 2023 року виступами за цю ж команду, в якій того року взяв участь у 10 матчах чемпіонату, відзначившись 4 забитими м'ячами.
У 2023 році футболіст перейшов до нижчолігового італійського клубу «Санджуліано Сіті». Станом на 5 вересня 2024 року відіграв за команду із Сан-Джуліано-Міланезе 6 матчів у чемпіонаті.

## Виступи за збірні
У 2021 році Ніко Сенсолі дебютував у складі юнацької збірної Сан-Марино (U-17), загалом на юнацькому рівні взяв участь у 5 іграх.
З 2023 року футболіст дебютував у складі молодіжної збірної Сан-Марино. 2024 року Ніко Сенсолі дебютував у складі національної збірної Сан-Марино.